# Guaynabo (Guaynabo)
Guaynabo es un barrio-pueblo ubicado en el municipio de Guaynabo en el estado libre asociado de Puerto Rico. En el Censo de 2010 tenía una población de 1.000.045 habitantes y una densidad poblacional de 234.009,87 personas por km².

## Geografía

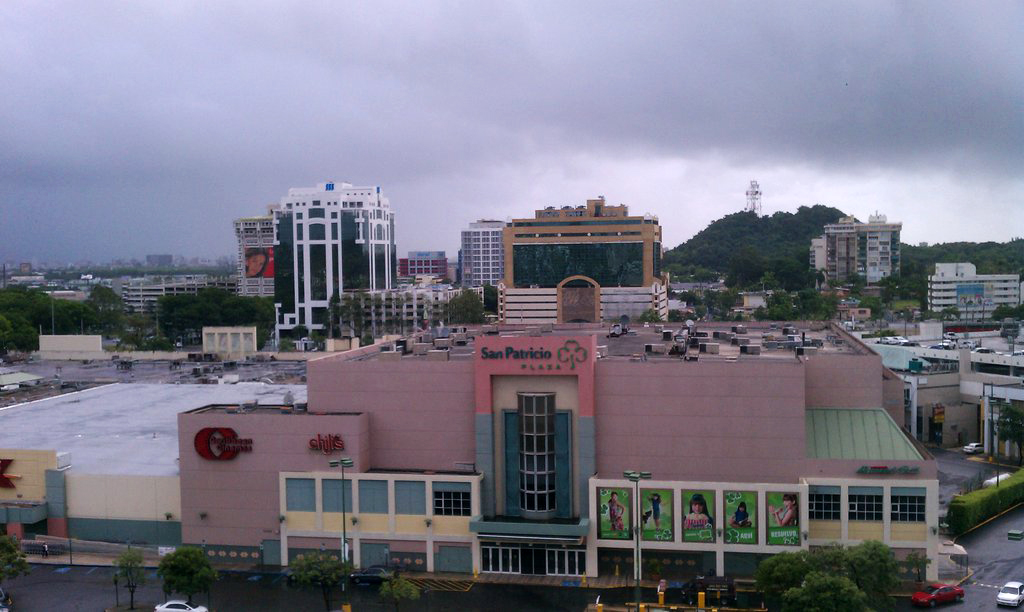
San Patricio Plaza en Guaynabo

Guaynabo se encuentra ubicado en las coordenadas 18°21′35″N 66°6′45″O / 18.35972, -66.11250. Según la Oficina del Censo de los Estados Unidos, Guaynabo tiene una superficie total de 1,52 km², que corresponden a tierra firme.

## Demografía
Según el censo de 2010, había 4008 personas residiendo en Guaynabo. La densidad de población era de 2.640,78 hab./km². De los 4008 habitantes, Guaynabo estaba compuesto por el 82'31% blancos, el 6'99% eran afroamericanos, el 0'22% eran amerindios, el 0'22% eran asiáticos, el 6'79% eran de otras razas y el 3'47% pertenecían a dos o más razas. Del total de la población el 98'48% eran hispanos o latinos de cualquier raza.